# Villanueva de las Cruces
Villanueva de las Cruces – gmina w Hiszpanii, w prowincji Huelva, w Andaluzji, o powierzchni 34,39 km². W 2011 roku gmina liczyła 412 mieszkańców.